# .358 Norma Magnum

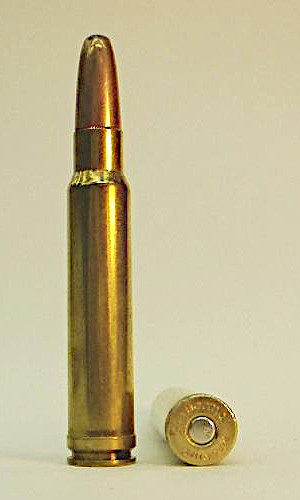
O .358 Norma Magnum.

O .358 Norma Magnum é um cartucho de fogo central de rifle, introduzido em 1959 pela Norma. O .358 Norma Magnum está intimamente relacionado com o .308 Norma Magnum. Ambos os calibres compartilham as mesmas dimensões da "cabeça" do estojo que o .300 H&H Magnum, mas têm o corpo menos afilado, resultando na mesma capacidade interna em um estojo mais curto.
O estojo do cartucho é mais longo, e cabe confortavelmente em uma ação Mauser padrão ou em qualquer ação de rifle projetada para abrigar o 30-06. O .358 NM foi o primeiro cartucho de calibre .35 desenvolvido e vendido comercialmente para o mercado americano desde o declínio do .35 Newton no final da década de 1920.

## Usos
Embora introduzido por uma empresa sueca, o .358 Norma Magnum foi projetado para caçadores americanos, devido aos contatos próximos do designer-chefe da Norma, Nils Kvale, com colegas americanos. Destina-se a ser um cartucho para caça de animais de grande porte da América do Norte - alce, urso-pardo, carneiro-selvagem e bisão, e atira rápido e plano o suficiente para ser útil entre 400 e 500 jardas em caça do tamanho de um alce americano (Wapiti). Embora seja desnecessariamente poderoso para caça do tamanho de cervos, ele pode ser usado, pelo menos com as balas .358 mais pesadas (e portanto, mais lentas) em tal caça sem destruir muita carne. Funciona bem, com balas projetadas corretamente, na maioria das grandes espécies africanas. Mas as leis que proíbem o uso de balas menores que 0,375 polegadas (0,95 cm) em caça perigosa, na maioria dos países africanos, limitam seu uso a "caça de planícies", incluindo o maior antílope, o elande de uma tonelada.
A Norma arriscou-se, apresentando o .358 apenas como estojos novos vazios para recarga manual e especificações de "alargadores" para armeiros que fabricavam rifles personalizados - não havia rifles de fábrica disponíveis, e passaram-se vários meses até que a munição carregada de fábrica aparecesse. O cartucho provou ser imediatamente popular entre os caçadores e armeiros customizadores, e em um ano a empresa dinamarquesa Schultz & Larsen apresentou seu "Model 65" para a munição, e a Husqvarna nos seus rifles das séries 1600 e 1650.
O .358 Norma é conhecido como um "magnum curto", projetado para operar em rifles de ações longas; muitos rifles projetados para o 30-06, como o Springfield 1903, foram remanufaturados para o muito mais poderoso .358 Norma. A munição de fábrica da Norma para o .358 leva uma bala de 250 grãos a 2880 fps e produz mais de 4.600 pés-lbs (libras-pé) de energia cinética na boca do cano, enquanto fornece cerca de 2.989 J de energia a 500 jardas (457 metros) de distância.